# Tiếng hát từ trái tim
Tiếng hát từ trái tim, có tên gốc tiếng Nhật là Kokoro ga Sakebitagatterunda (心が叫びたがってるんだ n.đ. 'Trái tim đang muốn gào thét đấy') và gọi tắt là Kokosake (ここさけ), là phim điện ảnh anime về tuổi niên thiếu của Nhật Bản năm 2015; được sản xuất bởi A-1 Pictures, Nagai Tatsuyuki chỉ đạo sản xuất và kịch bản được viết bởi Okada Mari. Đội ngũ làm phim cũng là đội từng sản xuất loạt phim anime Ano Hi Mita Hana no Namae o Bokutachi wa Mada Shiranai và bản chuyển thể phim điện ảnh sau đó. Phim được công chiếu vào ngày 19 tháng 9 năm 2015.
Tại Việt Nam, Liên hoan phim Nhật Bản 2016 đã công chiếu bộ phim dưới tựa đề tiếng Việt dịch từ tên bản tiếng Anh là The Anthem of the Heart. Ngoài ra, Trung tâm Giao lưu Văn hóa Nhật Bản khởi chiếu bộ phim cùng năm 2016 tại các nước Campuchia, Indonesia, Lào, Malaysia, Thái Lan và Úc.

## Nhân vật
Naruse Jun (成瀬 順)
Lồng tiếng bởi: Minase Inori
Một cô bé vốn năng động, vui tươi luôn luôn nói, sau biến cố gia đình, cô bị Ngài Trứng đặt lời nguyền rằng: Mỗi khi miệng cô thốt lên lời, hạnh phúc của cô cũng sẽ dần tan biến, cô sẽ phải chịu những cơn đau bụng quằn quại mỗi khi có ý định nói. Đó là lý do suốt những năm sau đó Jun không bao giờ nói chuyện với ai, không một người bầu bạn, trở thành một cái bóng lu mờ, cho đến khi cô gặp được chàng hoàng tử của mình, người sẽ phá giải lời nguyền và dẫn cô vào sống trong lâu đài.
Sakagami Takumi (坂上 拓実)
Lồng tiếng bởi: Uchiyama Koki
Chàng trai sống với nhiều nội tâm, thờ ơ với tuổi trẻ, tự nhốt trong cái vỏ của mình, vô tình hữu ý, cậu cảm nhận được sự nỗ lực cố gắng của Jun trong việc bày tỏ cảm xúc đến mọi người, thứ mà cậu đã không thể làm được từ trước đến giờ, điều đó khiến Takumi đồng cảm và nỗ lực giúp đỡ cô.
Nitō Natsuki (仁藤 菜月)
Lồng tiếng bởi: Amamiya Sora
Đội trưởng đội cổ vũ, xinh đẹp và đáng yêu, Nito là mẫu con gái mà nhiều chàng trai yêu thích, với tính cách ngay thẳng, thật thà, thân thiện, cô luôn cảm thấy có lỗi trong lòng khi đã không ở bên Takumi khi anh cần cô nhất, điều đó khiến cô luôn dõi theo anh nhưng lại không dám nói ra.
Tasaki Daiki (田崎 大樹)
Lồng tiếng bởi: Hosoya Yoshimasa
Ngôi sao bóng chày lắm tài nhiều tật, khi đang sống trên đỉnh vinh quang cùng những lời khen ngợi có cánh, Daiki như rơi xuống vực thẳm sau tai nạn bị gãy khớp tay, cậu tự trách bản thân bằng cách áp đặt suy nghĩ và áp lực lên những thành viên còn lại trong đội bóng chày.
Naruse Izumi (成瀬 泉),
Lồng tiếng bởi: Yoshida Yo
Mẹ của Jun. Người phụ nữ bị chồng lừa dối, thay vì chấp nhận thực tại, bà đổ mọi tội lỗi lên đầu đứa con gái của mình, luôn dành cho Jun những lời lẽ khắc nghiệt vô tình khiến con gái bà càng khó thoát ra khỏi lời nguyền của bản thân.

## Âm nhạc

### Nhạc chủ đề
"Ima, Hanashitai dare ka ga Iru" (今、話したい誰かがいる)
Lời: Akimoto Yasushi
Phối nhạc: Akira Sunset, APAZZI
Thể hiện: Nogizaka46
"Harmonia"
Lời: Kotringo
Sáng tác và phối nhạc: Mito (từ Clammbon)
Thể hiện: Kotringo

### Nhạc khác
Đây là những bài đã có từ trước và được chuyển thể cho phù hợp, được sử dụng trong cảnh diễn kịch trên sân khấu
"Over the Rainbow"
Lời: E.Y. Harburg
Sáng tác: Harold Arlen
Phối nhạc: Mito (từ Clammbon)
Thể hiện: Kiyoura Natsumi
"Isezakicho Blues" (伊勢佐木町ブルース)
Lời: Kawauchi Kōhan
Sáng tác: Suzuki Yōichi
Thể hiện: Satō Sasara
"Eikan wa Kimi ni Kagayaku" (栄冠は君に輝く)
Lời: Kaga Daisuke
Sáng tác: Koseki Yūji
"Aoi Shiori" (青い栞)
Sáng tác: Ozaki Yuki (từ nhóm Galileo Galilei)

## Công chiếu
Phim công chiếu tại các rạp ở Nhật Bản vào ngày 19 tháng 9 năm 2015. Tại Hoa Kỳ, phim được mua bản quyền bởi Aniplex Hoa Kỳ. Phim được công chiếu tại Việt Nam trong "Liên hoan phim Nhật Bản 2016". Ngoài ra, bộ phim cũng được Trung tâm Giao lưu Văn hóa Nhật Bản công chiếu cùng năm 2016 tại các nước Campuchia, Indonesia, Lào, Malaysia, Thái Lan và Úc.

## Đón nhận
Phim đạt tổng doanh thu 8,5 triệu đô la Mỹ trên toàn cầu.
Nick Creamer của Anime News Network đánh giá phim ở mức B+. Trong bài đánh giá, anh ấy cho rằng mặc dù cảnh kết là khuôn mẫu tình huống cảm động thuần túy thì phim có được sự thành công ở thiết kế nhân vật, có sự gắn kết cách kể truyện và nhạc nền cổ điển dịu nhẹ, cũng như "Đây là bộ phim nhỏ bé đầy thích thú kể về một câu chuyện nhỏ với vẻ duyên dáng thật sự. Rất nên xem".